# 西原大輔
西原 大輔（にしはら だいすけ、1967年（昭和42年） - ）は、日本の比較文学者、詩人。東京外国語大学国際日本学研究院教授、博士（学術）。

## 人物
東京都生まれ。聖光学院中学校・高等学校、筑波大学第二学群比較文化学類卒業。1992年（平成4年）東京大学大学院総合文化研究科比較文学比較文化専攻修士課程修了。シンガポール国立大学助教を経て、駿河台大学法学部講師、助教授。2002年（平成14年）「谷崎潤一郎と中国」で東大より博士（学術）取得。2004年（平成16年）広島大学大学院教育学研究科助教授、2007年（平成19年）同准教授、2013年（平成25年）教授。2021年（令和3年）東京外国語大学国際日本学研究院教授。

## 受賞
- 2004年（平成16年） 『谷崎潤一郎とオリエンタリズム』で島田謹二記念学藝賞奨励賞、日本比較文学会賞受賞。

## 著書

### 単著
- 『谷崎潤一郎とオリエンタリズム 大正日本の中国幻想』 中央公論新社 ［中公叢書］、2003
  - 翻訳出版 『谷崎润一郎与东方主义 大正日本的中国幻想』中華書局［日本中國學文萃］、2005　（中国語）
- 『橋本関雪 師とするものは支那の自然』 ミネルヴァ日本評伝選　ミネルヴァ書房、2007
- 『日本名詩選』 全3巻 ( 1-明治・大正篇、2-昭和戦前篇、3-昭和戦後篇 )笠間書院、2015
- 『日本人のシンガポール体験 ～幕末明治から日本占領・戦後まで』 人文書院、2017
- 『室町時代の日明外交と能狂言』笠間書院、2021
- 『一冊で読む 日本の近代詩500』笠間書院、2023
- 『近代日本文学・美術と植民地』 七月堂、2023
- 『一冊で読む 日本の現代詩200』笠間書院、2024

### 詩集
- 詩集『赤れんが』私家版、1997
- 詩集『蚕豆（さんとう）集』 七月堂、2006
- 詩集『美しい川』 七月堂、2009
- 詩集『七五小曲集』 七月堂、2011
- 詩集『掌（てのひら）の詩集』 七月堂、2014
- 詩集『詩物語』七月堂、2015
- 詩集『本詩取り』七月堂、2018
- 詩集『四行（よんぎょう）集』七月堂、2025

### 編著等
- 『コレクション・モダン都市文化第86巻　美術館と画廊』編 (和田博文監修)　ゆまに書房 、2013